# Albin Buchholz
Albin Buchholz (* 1937 in Guben) ist ein deutscher Musikwissenschaftler.

## Leben
Sein Studium in der Fachrichtung Musikerziehung mit Hauptfach Violine an der Hochschule für Musik Hanns Eisler Berlin schloss Buchholz mit einem Staatsexamen ab. Postgradual absolvierte er ein Studium der Musikwissenschaft, Zweitfach Musikästhetik an der Karl-Marx-Universität Leipzig, das er als Diplom-Musikwissenschaftler abschloss. An der Martin-Luther-Universität Halle-Wittenberg wurde er 1976 zur Thematik Zur Entwicklung des Violinkonzertes in der DDR (1950–1970) zum Dr. phil. promoviert. Als Violinist war er in verschiedenen Orchestern tätig, lehrte an Musikschulen, betätigte sich als Musikdramaturg am Theater Plauen-Zwickau, als wissenschaftlicher Mitarbeiter sowie als Zeitungsredakteur und Musikrezensent.
Seit 1975 lebt Buchholz in Plauen und beschäftigt sich intensiv mit der Musikgeschichte des Vogtlandes. Zu dieser Thematik publizierte er mehrere Bücher und zahlreiche Aufsätze in Fachzeitschriften und regionalen Periodika wie den Vogtländischen Heimatblättern oder den Mitteilungen des Vereins für Vogtländische Geschichte, Volks- und Landeskunde. Zu den Schwerpunkten seiner Forschungen zählen die vogtländische Orgellandschaft sowie allgemein der Musikinstrumentenbau, außerdem die Biographie von Ernestine von Fricken, der ersten Verlobten von Robert Schumann.

## Schriften (Auswahl)
- Zur Entwicklung des Violinkonzertes in der DDR (1950–1970), Diss. Halle 1976. DNB 780826833
- Briefe von Robert Schumann und Clara Wieck im Plauener Stadtarchiv, in: Sächsische Heimatblätter, Jg. 34 (1988), Heft 2, S. 72–75
- Was mir dein Klang noch sagen will. Eine musikalische Wanderung durch die sächsischen Vogtlandkreise, Hoermann, Hof/Saale 1992, ISBN 3-88267-041-X
- Eine „Virtuosin ersten Ranges auf dem Klaviere“. Ernestine von Fricken – eine Persönlichkeit, die sich um das Musikleben des Vogtlandes verdient gemacht hat, in: Vogtländische Heimatblätter. Zeitschrift für Natur, Kultur und Heimatgeschichte, Jg. 2 (1997), S. 26–30
- Sertum musicale oder Musicanten-Buch: Plauen 1637, Ständige Konferenz Mitteldeutsche Barockmusik in Sachsen, Sachsen-Anhalt und Thüringen, Blankenburg/Harz 1998, ISBN 978-3-00-002401-6
- Orgeln im sächsischen Vogtland: eine Dokumentation zu einer eindrucksvollen Orgellandschaft, Kamprad, Altenburg 2005, ISBN 978-3-930550-39-5.
- Zwei Gedenktafeln für Ernestine von Fricken und Robert Schumann in Aš/Asch. Ein Beitrag zur 200. Wiederkehr des Geburtstages von Robert Schumann, in: Sborník muzea Karlovarského kraje 20 (2012), S. 305–316
- Arno Hilf – 1858–1909 – Violinvirtuose, Lehrer, Komponist: eine Dokumentation anlässlich der 160. Wiederkehr seines Geburtstages (= Schriften des Neuberin-Museums, Band 38), Reichenbach 2018, ISBN 978-3-932626-38-8
- Vogtländische Geiger und Geigenmusiken: Studie zur Musikgeschichte des Vogtlandes (mit Bild- und Notenbeispielen) (= Schriften des Neuberin-Museums, Band 46), Reichenbach 2019, ISBN 978-3-932626-46-3